# Earl Douglass
Earl Douglass (Medford, 28 ottobre 1862 – Salt Lake City, 13 gennaio 1931) è stato un paleontologo statunitense.

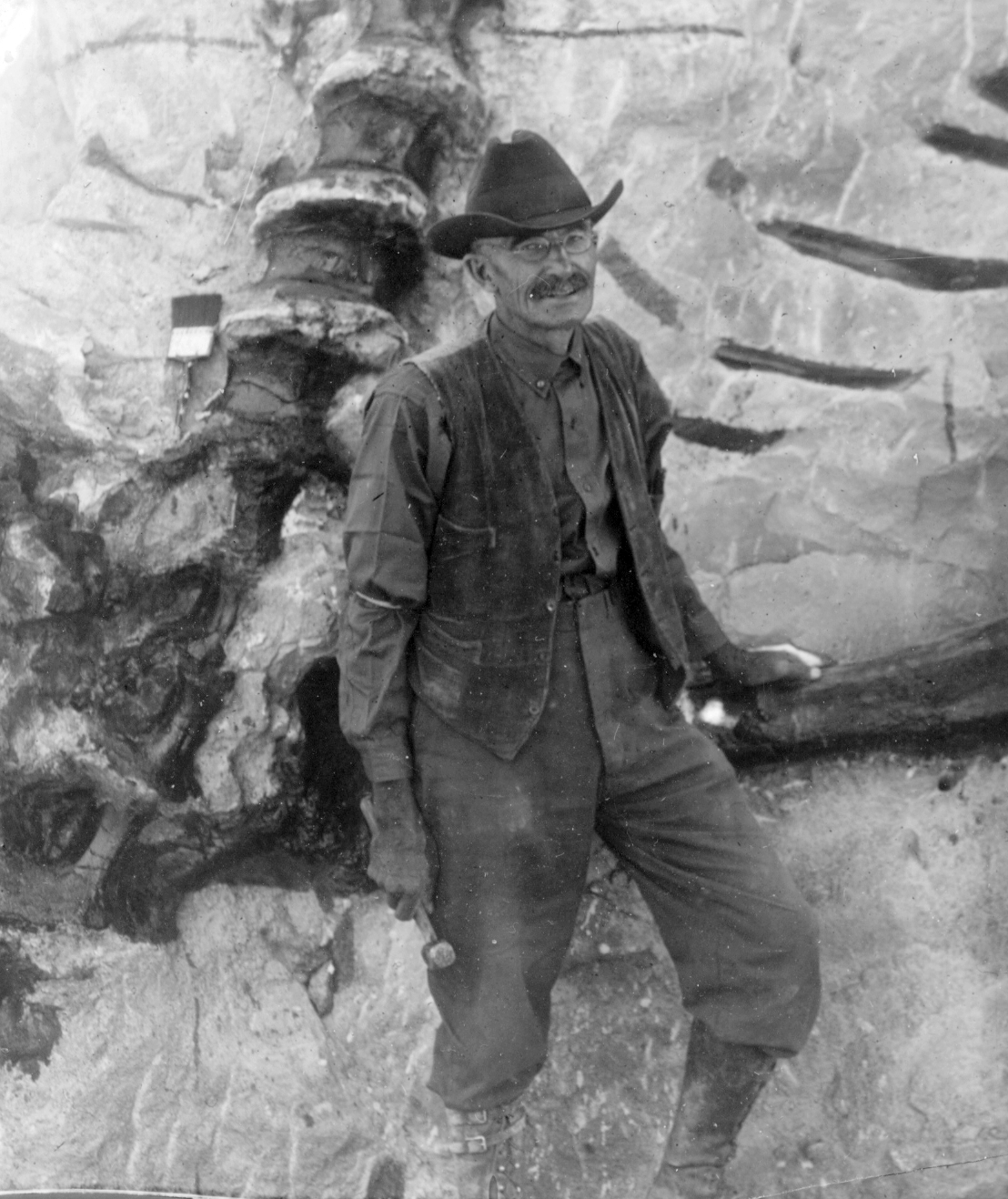
Earl Douglass davanti a un campione di Diplodocus, Dinosaur National Monument (agosto 1922).

Scoprì i fossili del dinosauro Apatosaurus, giocando un ruolo fondamentale in uno dei ritrovamenti fossili più importanti del Nordamerica. Fino al 1922 Douglass dissotterrò e contribuì a studiare numerosissimi fossili, tra cui quasi venti scheletri completi di dinosauri del Giurassico come Diplodocus, Dryosaurus, Stegosaurus, Barosaurus, Camarasaurus e Brontosaurus.
Oltre ai dinosauri, Douglass studiò numerosi mammiferi del Cenozoico, come Epoicotherium, Cylindrodon, Dromomeryx, Arretotherium, Coriphagus, Promerycochoerus.